# Надьхалас
Надьхалас (венг. Nagyhalász) — город в медье Сабольч-Сатмар-Берег в Венгрии. Статус города — с 1993 года.
Город занимает площадь 44,31 км², там проживает 5630 жителей (по данным 2010 года). По данным 2001 года, среди жителей города 90 % — венгры, 10 % — цыгане.
Город Надьхалас расположен примерно в 19 км к северу от центра города Ньиредьхаза. В городе находится одноимённая железнодорожная станция. Рядом находится город Ибрань.

## Население
| Год  | Численность | Численность |
| ---- | ----------- | ----------- |
| 2013 | 5741        | [ 4 ]       |
| 2014 | 5705        | [ 5 ]       |
| 2015 | 5676        | [ 6 ]       |
| 2021 | 5400        | [ 7 ]       |
| 2022 | 5296        | [ 8 ]       |
| 2023 | 5329        | [ 9 ]       |
| 2024 | 5311        | [ 1 ]       |